# ピーターソン (駆逐艦)
|          | |
| 艦歴     | |
| 発注     | 1971年1月15日 |
| 起工     | 1974年4月29日 |
| 進水     | 1975年6月21日 |
| 就役     | 1977年7月9日 |
| 退役     | 2002年10月4日 |
| 除籍     | 2002年11月6日 |
| その後   | 2004年2月16日に標的艦として海没処分 |
| 性能諸元 | |
| 排水量   | 満載：9,494 トン |
| 全長     | 172 m (563 ft) |
| 水線長   | 61 m (529 ft) |
| 全幅     | 16.8 m (55 ft) |
| 吃水     | 8.8 m (29 ft) |
| 機関     | COGAG方式、2軸推進 ゼネラル・エレクトリック LM2500 4基、80,000 shp |
| 最大速力 | 32.5+ ノット (60 km/h) |
| 航続距離 | 6,000 海里 (11,000km、20kt/h) 3,300 海里 (6,000km、30kt/h) |
| 乗員     | 士官19名、兵員315名 |
| 兵装     | 54口径Mk.45 5インチ単装砲 2基 Mk.41 Mod.1 VLS 61セル （トマホーク、アスロック VLA） Mk.112 アスロック 8連装発射機 1基（Mk.41 VLSに換装し撤去） Mk.29シースパローIBPDMS 8連装発射機 1基 Mk.15 20mmファランク スCIWS 2基 Mk.141 ハープーンSSM 4連装発射筒 2基 Mk.32 短魚雷3連装発射管 2基 |
| 搭載機   | SH-2F LAMPSI（改装後SH-60B シーホークLAMPSIII）2機搭載可能 |
| モットー | Proud Tradition |

USSピーターソン (USS Peterson, DD-969) は、アメリカ海軍の駆逐艦。スプルーアンス級駆逐艦の7番艦。艦名はカール・ジェロルド・ピーターソン少佐に因む。

## 艦歴
ピーターソンは1974年4月29日にミシシッピ州パスカグーラのインガルス造船所で起工、1975年6月21日に進水、1977年7月9日に就役した。
就役後の1979年、ペルシャ湾に配備される。ピーターソンは中東派遣部隊の旗艦を務め、ペルシャ湾およびインド洋で活動した。ノーフォークに帰還すると、第10駆逐戦隊の戦闘効率賞を受賞した。翌80年も9月にペルシャ湾に展開し、活動後1981年3月に帰還する。
1981年12月1日、3度目の配備で地中海に向けて出航した。1982年7月、オーバーホールが行われる。9ヶ月に及ぶ改修では目標捕捉システムの改良、ファランクスCIWSの増設、通信および電子装備の増強が行われた。
1991年の改装工事でMk.41 VLSが搭載され、トマホーク巡航ミサイルによる対地攻撃能力が付与された。また、SH-2からSH-60に変更されたため、搭載機の対艦対潜能力が向上した。 
ピーターソンは2002年10月4日に退役し、11月6日除籍された。2004年2月6日に標的艦となり沈没。